# (6240) Lucretius Carus
(6240) Lucretius Carus es un asteroide perteneciente al cinturón de asteroides, región del sistema solar que se encuentra entre las órbitas de Marte y Júpiter, descubierto el 26 de septiembre de 1989 por Eric Walter Elst desde el Observatorio de La Silla, Chile.

## Designación y nombre
Designado provisionalmente como 1989 SL1. Fue nombrado Lucretius Carus en homenaje al filósofo y poeta latino Titus Lucretius Carus. Nació alrededor del 90 a. C., probablemente en Roma, y es conocido por su 'De rerum natura', un largo poema escrito en hexámetros latinos. En esto expone sobre la teoría física del filósofo griego Epicuro, de quien habla con gran admiración. La tercera parte del poema trata sobre la estructura atómica y la mortalidad del alma, la última con las famosas palabras "La muerte no significa nada para nosotros".

## Características orbitales
Lucretius Carus está situado a una distancia media del Sol de 2,220 ua, pudiendo alejarse hasta 2,344 ua y acercarse hasta 2,096 ua. Su excentricidad es 0,055 y la inclinación orbital 4,722 grados. Emplea 1208,65 días en completar una órbita alrededor del Sol.

## Características físicas
La magnitud absoluta de Lucretius Carus es 13,9. Tiene 4,689 km de diámetro y su albedo se estima en 0,263. 